# Sankt Gallenkappel
Sankt Gallenkappel es una comuna suiza del cantón de San Galo, ubicada en el distrito de See-Gaster. Limita al norte con la comuna de Goldingen, al noreste con Mosnang y Wattwil, al este con Ernetschwil, al sur con Uznach, y al oeste con Eschenbach.